# Горно Оризари (Скопље)
Горњи Оризари (мкд. Горно Оризари) су насеље у Северној Македонији, у северном делу државе. Горњи Оризари припадају градској општини Шуто Оризари града Скопља. Насеље је северно предграђе главног града.

## Географија
Горњи Оризари су смештени у северном делу Северне Македоније. Од најближег већег града, Скопља, насеље је удаљено 10 km северно.
Насеље Горњи Оризари је у оквиру историјске области Скопско поље и положено је у јужном подножју Скопске Црне Горе. Северно од насеља издиже се планина, а јужно се пружа поље, које је плодно и густо насељено. Надморска висина насеља је приближно 350 метара.
Месна клима је континентална.

## Становништво
Горњи Оризари су према последњем попису из 2002. године имали 454 становника.
Претежно становништво у насељу су етнички Македонци (98%). Остало су махом Срби.
Већинска вероисповест је православље.